# NGC 3974
NGC 3974 ist eine linsenförmige Galaxie vom Hubble-Typ SB0-a im Sternbild Becher. Sie ist schätzungsweise 239 Millionen Lichtjahre von der Milchstraße entfernt.
Das Objekt wurde am 9. März 1828 von John Herschel entdeckt.